# Ertel János Gottfried
Ertel János Gottfried (Oertel János Gottfried) (Körmöcbánya, 1695. szeptember 14. – Sopron, 1757. november 11.) evangélikus lelkész, egyháztörténész.

## Élete
Körmöcbányai származású volt és 1719–1720-ig Wittenbergben tanult. Később Besztercebányán, majd 1739-ben Sopronban volt lelkész.

## Munkái
- Dissertatio philologica de rabbinis et gradibus honorum litterariis apud ebraeos usitatis; praes. Ernesto ab Auerswald. Vitenbergae, 1719.
- Diatribe theologica de quaestione: num bona opera sint necessaria ad salutem? praes. Mart. Chladenio. Uo. 1720.
- Mennyei vezércsillag az az: rövid catechismus az magyar evang. anyaszentegyháznak kedvéért kibocsáttatott. H. n., 1721.
- Harmonia lingvarum orientis et occidentis speciatimque hungaricae cum bebrea. Vitenbergae, 1746.
- Theologia aethiopum ex liturgiis, fidei confessionibus aliisque ipsorum pariter ac rerum habessinicarum peritissimorum europaeorum scriptis congesta et cum necessariis indicibus instructa. Uo. 1746.